# اسلاویتسا یرمیچ
اسلاویتسا یرمیچ (سیریلیک صربی: Славица Јеремић؛ زادهٔ ۱ ژانویهٔ ۱۹۵۷) بازیکن هندبال اهل یوگسلاوی بود.